# Первомайское сельское поселение (Клинцовский район)
Первома́йское сельское поселение — муниципальное образование в центральной части Клинцовского района Брянской области. Административный центр — посёлок Первое Мая.
Образовано в результате проведения муниципальной реформы в 2005 году; включает территории дореформенных Первомайского и Ольховского сельсоветов.
Площадь территории поселения составляет 12,9 тыс. га.
История
Совхоз 1-е Мая образовался в 1929 году и входил в трест 7 совхозов, который назывался «Центральный рабочий кооператив», на Вьюнке было главное управление, а в 1933 году стал самостоятельным предприятием.
Комсомольца Андрея Рытика райком комсомола направил на голое место ,где ветер носит песок, вырастить сад. Он организовал бригаду, построили теплицы, посадили сад на 24 га, радовались первым яблокам. В бригаду нанимались рабочие из Климова, Новозыбковского района и др. Началось строительство общежития для рабочих и их семей, жилые дома, свинарники, мастерские и т.д.
Экономика
на 01.01.2024 г.
| № пп | Наименование объекта                                  | Вид деятельности                                                 | ФИО руководителя              | занято (чел) |
| 1    | ООО СТК «Линия» п.Первое Мая , ул.Тепличная 13А       | Строительно-торговый                                             | Ваганов Алексей Вал.          | 1            |
| 2    | ООО «Квартет» п.Первое Мая , ул.Тепличная 13А         | Торгово-оптовая база по продаже пищевых продуктов (яйцо, молоко) | Козловская Над.Викт.          | 2            |
| 3    | Пилорама д.Тулуковщина, ул.Коммунаров1/1              | Распиловка и строгание древесины                                 | Балабин Александр Сергеевич   | 8            |
| 4    | Пилорама д.Рудня-Голубовка,ул.Озерная,39              | Распиловка древесины                                             | Кононенко Александр Иванович  | 4            |
| 5    | Пилорама,с.Ольховка                                   | Распиловка и строгание                                           | Фролов Василий Сергеевич      | 4            |
| 6    | Магазин «Дикси» п.Первое Мая, ул.Зеленая7А            | смешанный                                                        | Халецкая Ирина Николаевна     | 3            |
| 7    | Магазин «Теремок» с.Ольховка, ул.Луговая,82           | смешанный                                                        | Недбайло Антонина Васильевна  | 2            |
| 8    | Магазин «Орфей» с.Ольховка, ул.Центральная,79         | смешанный                                                        | Лященко Иван Иванович         | 2            |
| 9    | Магазин «Медведь» с.Ольховка, ул.Центральная,81       | смешанный                                                        | Медведева Галина Алексеевна   | 2            |
| 10   | ООО «Альянс» п.ПервоеМая                              | Приемка, отгрузка и переработка черных металлов                  | Мельников Валентин Викторович | 1            |
| 12   | Автосалон «Лада» ООО «БНМ-3»                          | Розничная торговля транспортными средствами                      | Костюшин М.В.                 | 362          |
| 13   | ООО «Брянскзапчасть», автосалон Чери центр Клинцы     | Розничная торговля транспортными средствами                      | Шейдоров А.У.                 | 15           |
| 14   | ООО «Балтком Юни» п.Первое Мая, ул.Заводская,3        | Производство творога и сырково-творожных изд.                    | Коновалова Нина Васильевна    | 490          |
| 15   | ООО «Клинцымясокомбинат» п.Первое Мая, ул.Заводская,3 | Изготовление колбасных изделий                                   | Н.с.                          | 1            |
| 16   | СПК «Ольховский», с.Ольховка, ул.Молодежная,6         | Производство и реализация с/х продукции                          | Медведев В.В.                 | 67           |
| 17   | База отдыха д.Тулуковщина, ул.Коммунаров,1            | Рыбалка, отдых                                                   | Балабин А.С.                  | 1            |
| 18   | База отдыха д.Тулуковщина                             | Рыбалка, отдых                                                   | Нахабин А.И.                  | 2            |

Достопримечательности
На территории поселения есть место особо охраняемой природной территории областного значения – государственный природный заказник «Голубовский родник»,
- Мемориальный комплекс Речечка (на месте посёлка, сожжённого в годы нацистской оккупации),
- Каменная Церковь Сергия Радонежского (1873).

## Население
СОСТАВ НАСЕЛЕНИЯ
на 01.01.2024 г. всего - 2400 чел.
| Наименование населенного пункта | Числен-ность населения, чел. | Работаю-щих, чел. | Пенсионеров, чел | Учащихся, чел. | Дошкольно-го возраста, чел. | Безработных чел. |
| п.Первое Мая                    | 960                          | 475               | 230              | 150            | 70                          | 25               |
| п.Ивановщина                    | 128                          | 17                | 92               | 18             | 10                          | 6                |
| п.Токаревщина                   | 95                           | 20                | 60               | 5              | 3                           | 5                |
| д.Рудня-Голубовка               | 128                          | 61                | 41               | 8              | 6                           | 4                |
| д.Теремошка                     | 57                           | 7                 | 35               | 2              | 3                           | 6                |
| с.Ольховка                      | 928                          | 375               | 345              | 110            | 90                          | 20               |
| д.Тулуковщина                   | 106                          | 10                | 60               | 8              | 7                           | 10               |
| п.Туренев                       | 0                            | -                 | 1                | -              | -                           |                  |

Количество работающего населения (чел.)  - 950
Количество пенсионеров                                                         858

Зарегистрировано в качестве безработных (чел.)                   15
| 2010  | 2011  | 2012  | 2013  | 2014  | 2015  | 2016  | 2017  | 2018  |
| ----- | ----- | ----- | ----- | ----- | ----- | ----- | ----- | ----- |
| 2449  | ↘2441 | ↘2417 | ↘2363 | ↗2365 | ↘2353 | ↘2342 | ↘2329 | ↘2303 |
| 2019  | 2020  | 2021  |       |       |       |       |       |       |
| ↗2319 | ↘2290 | ↗2317 |       |       |       |       |       |       |

## Населённые пункты
| № | Населённый пункт | Тип     | Население |
| - | ---------------- | ------- | --------- |
| 1 | Ивановщина       | посёлок | ↗131      |
| 2 | Ольховка         | село    | ↘911      |
| 3 | Первое Мая       | посёлок | ↗927      |
| 4 | Рудня-Голубовка  | деревня | ↘131      |
| 5 | Теремошка        | деревня | ↘62       |
| 6 | Токарёвщина      | посёлок | ↗88       |
| 7 | Тулуковщина      | деревня | ↘111      |
| 8 | Туренев          | посёлок | ↘2        |

Достопримечательности
Мемориальный комплекс Речечка, Каменная церковь Сергия Радонежского (1873).